# ジャネット・キャロル
ジャネット・キャロル（Janet Carroll、1940年12月24日 - 2012年5月22日）は、アメリカ合衆国の女優。

## 出演作品
- 卒業白書（ジョエルの母）
- ファミリービジネス（マージ）
- ハット・スクワッド 帽子の騎士たち（キティ・ラグランド）
- イナフ（ミッチの母親）
- ドリーム・ゲーム/夢を追う男（英語版）（レイチェル）